# 문소전
문소전(文昭殿)은 태조의 비 신의왕후 한씨를 모신 사당이다.

## 연혁
1396년(태조 5년)에 지어 신의왕후 한씨(神懿王后 韓氏)의 위패를 모신뒤 인소전(仁昭殿)이라고 하였으며 1408년(태종 8년)에 문소전(文昭殿)으로 고쳤다. 이후 1435년(세종 15년)에 태조와 태종의 위패를 모셨다. 이후 명종 때 폐지하였다.

## 관원
관원은 왕의 본종 중에서 임명한 도제조(都提調) 2명, 제조(提調) 2명, 참봉(參奉) 2명을 두었다.